# Piazza Borghese
La Piazza Borghese est une place du centre historique de Rome, située dans le rione Campo Marzio.

## La place

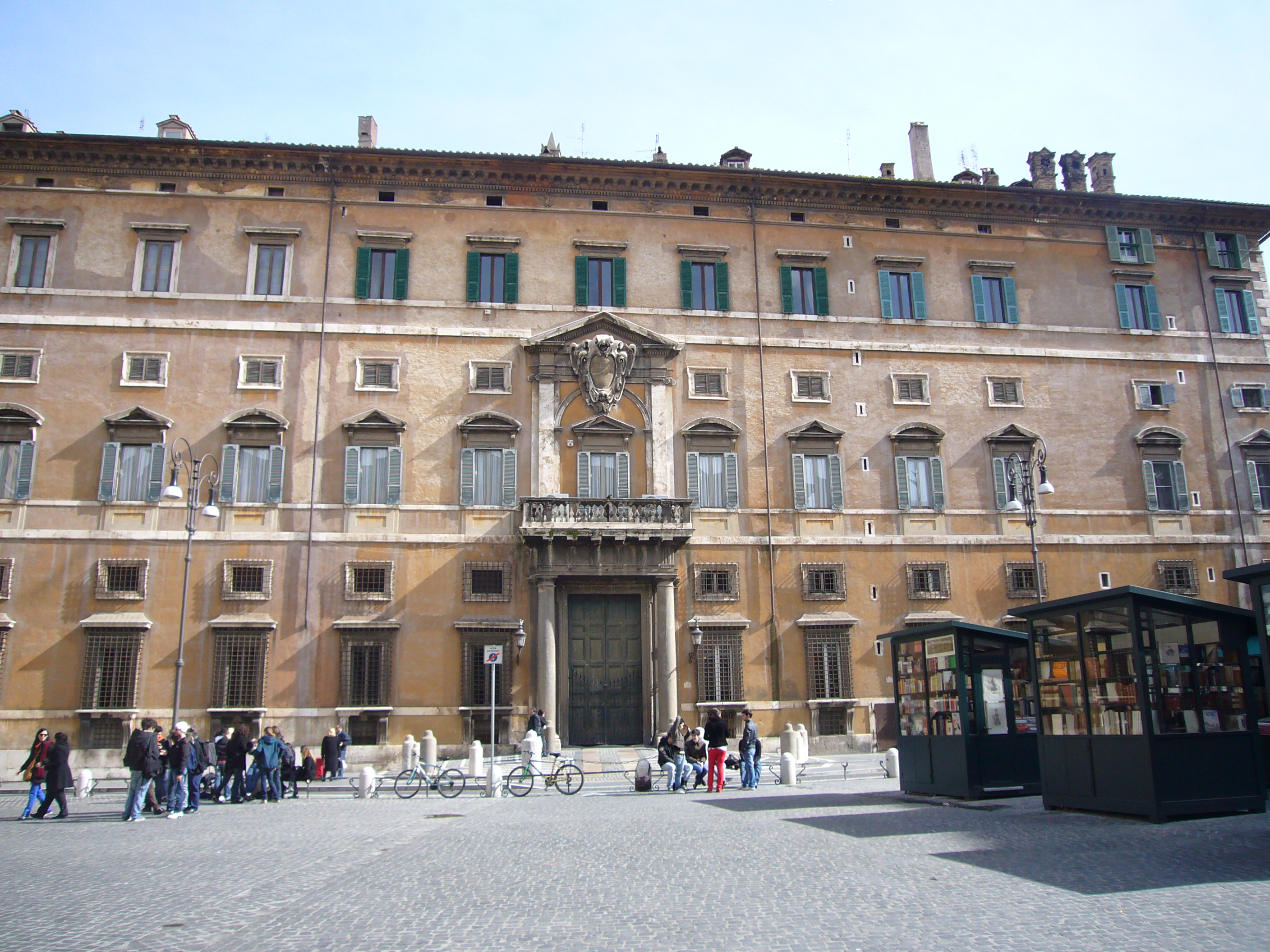
La façade Sud Ouest du Palazzo Borghese vue depuis le centre de la Piazza Borghèse

Située entre la via di Ripetta et la via Fontanella Borghese, dans une zone qui a appartenu pendant des siècles à la famille Borghese, la place est bordée au nord-est par le palais Borghèse, au nord-ouest par le bâtiment de la Faculté d'Architecture et au sud-ouest par le palais dit de "la Famille".
L'installation des Borghèse dans le secteur remonte au XVIe siècle. C'est à Paul V (1605-1621) et au cardinal Scipione Borghèse que l'on doit le développement de la zone, entre la via di Ripetta et l'église de San Girolamo degli Schiavoni. Jusqu'au XIXe siècle, la place était en fait un espace privé, attenante au palais de la famille Borghèse.
À l'origine, la place était située directement sur la via di Ripetta, mais entre 1923 et 1928, celle ci a été fermée sur le côté avec la réalisation du bâtiment abritant actuellement le siège de la faculté d'Architecture de l'Université Sapienza.

## Monuments et lieux d'intérêt
- Palais Borghèse
- Le musée de l'Ara Pacis
- L'église de San Girolamo degli Schiavoni
- Le siège de la Faculté d'Architecture de l'Université Sapienza

Les rues principales alentour :
- La Via Condotti
- Via di Ripetta
- La Via del Corso

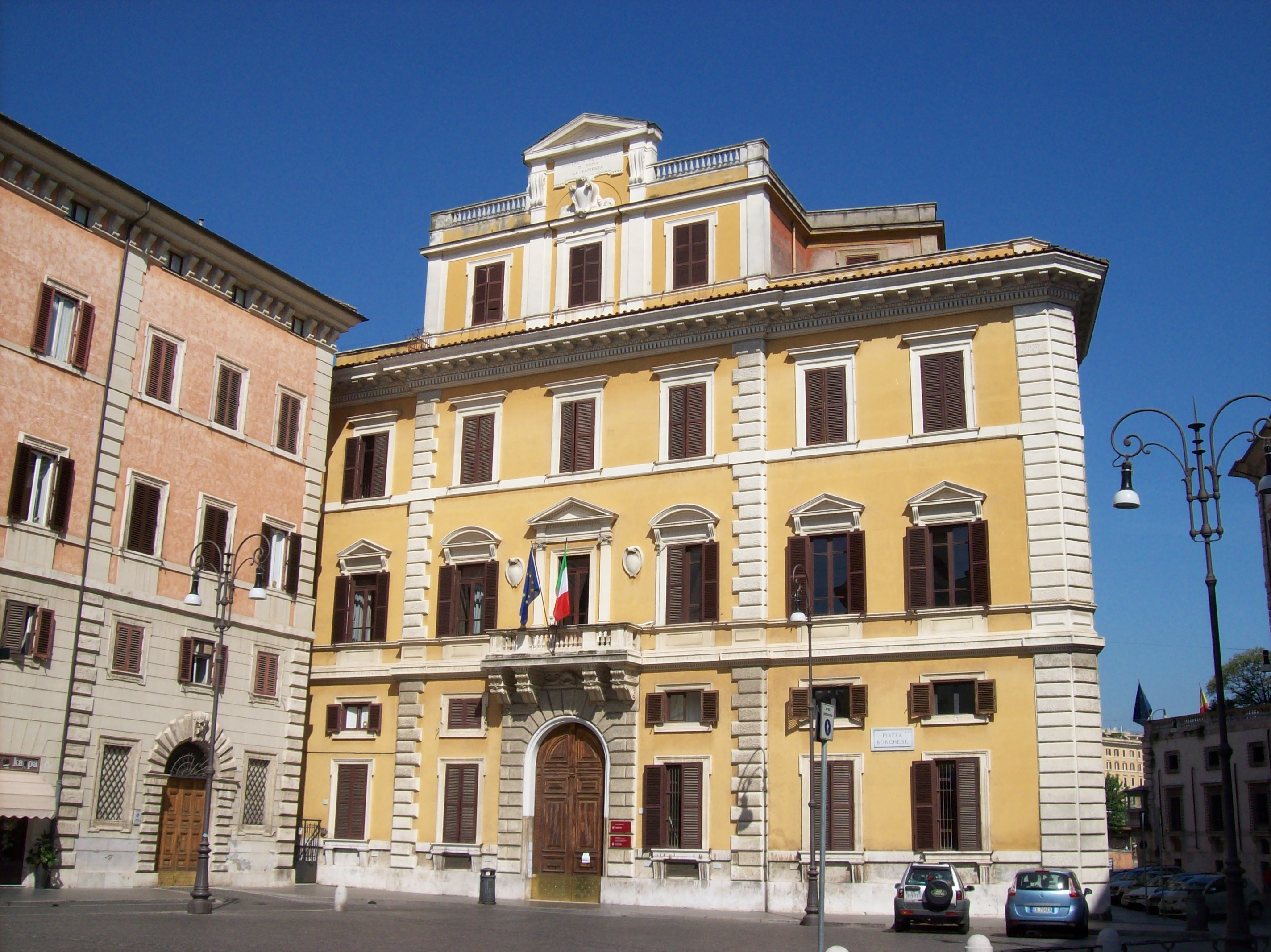
Le siège de la Faculté d'Architecture.
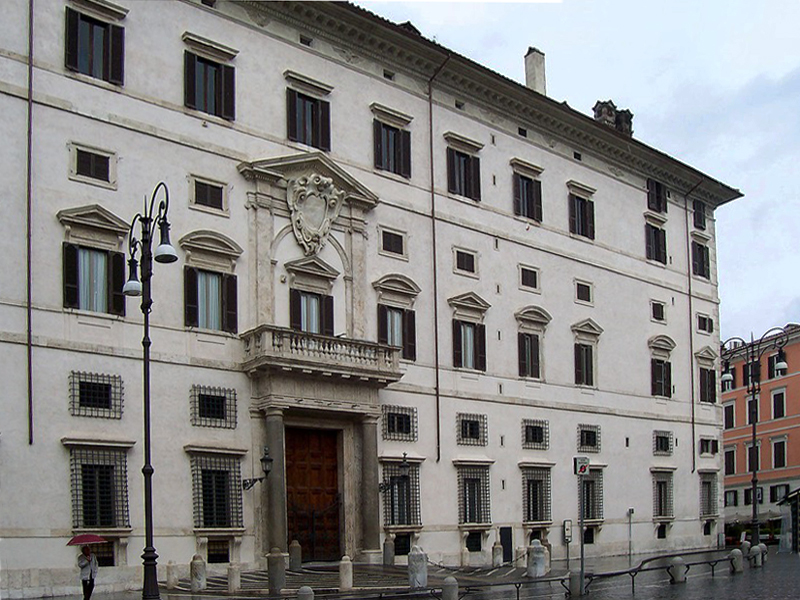
La façade du Palazzo Borghese , sur la place.
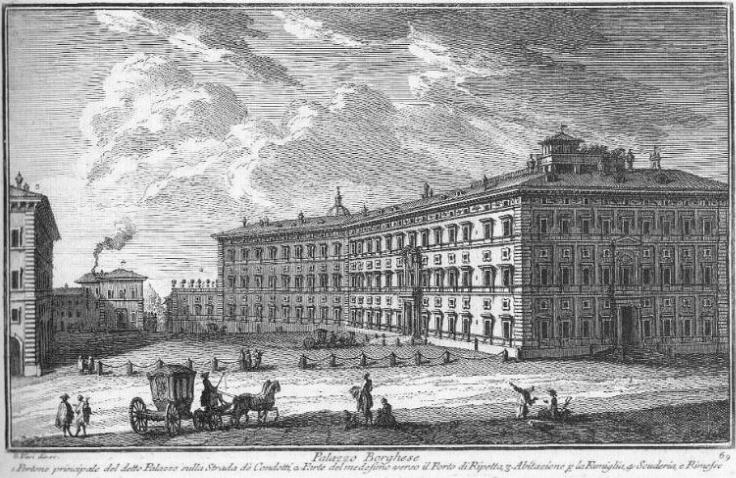
La place dans une gravure du XVIIIe siècle.